# World Music Fest Zeman
World Music Fest Zeman или Земан Фест је фестивал светске музике који се од 2018. године организује у Новом Пазару. У свом програму негује музику насталу мешањем савремених и традиционалних музичких праваца. Фестивал је ревијалног и такмичарског карактера. У ревијалном делу наступају познати светски извођачи, а у такмичарском делу три најуспешнија извођача добијају награду Глас Земана. Поред концерата, фестивал има и пратећи програм који чине радионице, изложбе и друго.
Фестивал је 2020. године уврштен у MOST Music програм, пројекат подржан од стране Креативне Европе, са циљем да балканску музику приближи World Music сцени. MOST Music програм има за циљ умрежавање са великим европским фестивалима у смислу размене искустава и професионалне сарадње. 
Фестивал се организује под покровитељством Министарства туризма и омладине, Града Новог Пазара и Културног центра Нови Пазар. Основали су га музичари Мирза Реџепагић и Кенан Мачковић, уз подршку тадашњег директора Културног центра Нови Пазар Хусеином Мемићем.

## Име фестивала
Реч „земан” је турског порекла (тур. zeman, zaman). У српском језику представља турцизам са значењем време, доба, епоха.

## О фестивалу
Већ на самом почетку World Music Fest Zeman је стекао репутацију озбиљног фестивала са одличним програмом који задовољава светске стандарде у уметничком, продукцијском и организационом смислу. Циљ фестивала је промовисање уметничког садржаја који публика нема прилике да чује свакодневно. Од првог издања привлачи талентоване извођаче и публику из свих крајева региона. Фестивал се истакао по ангажману у очувању богате музичке баштине Балкана, а истовремено је задивио иновативним приступом који вешто повезује аутохтоност и савременост. 
Земан Фест се одржава на различитим локацијама у Новом Пазару. Први је одржан на простору код куле Мотриље у Градском парку, док је 2024. одржан на новопазарском Житном тргу.  Нови Пазар је мултикултурална средина са изразито богатим културно-историјским наслеђем. У овом граду више од половине становништва чине људи млађи од 35 година, што га чини најмлађим градом у Европи. Због тога фестивал има велики одзив првенствено младих, али и публике свих старосних доби из целог региона.

## Извођачи
До сада су на фестивалу наступали афирмисани уметници из целог света. Неки од њих су: Sevdah Duende, сазлија Јусуф Бркић, београдски трио Рахат, словеначка група Сентидо и турска Mavi-Siyah, Васил Хаџиманов и Дамир Имамовић, уметница из Дамаска Лyн Адиб са својим џез триом, Марко Луис, Istanbul Kolektif, светски познати Барселона Џипси Балкан Оркестар, Џамбо Агушеви Оркестар из Македоније, грчки састав Синафи Трио, босанскохерцеговачки музички састав Диванхана, Мостар Севдах Реунион, италијанска певачица Цецилија Бара, сарајевска група Хелем Нејсе, Звездана Новаковић, Мави Сијах, ROYA Quartet, Лаура Марин из Шпаније, Балкан Зоо на челу са басистом и композитором Мариом Рашићем и певачицам Нина Ћорић и други.

## Пратећи програм
Поред концерата, фестивал организује радионице на којима се уметници друже са локалним музичарима и љубитељима музике, где размењују своја професионална искуства. Изведбом својих дела публици се су се представили и композитори пореклом из Санџака: Алишер Сијарић, Ханан Хаџајлић и Каћа Хаџифејзовић. Четврти Земан Фест отворен је постхумном изложбом фотографија Ешрефа Џанефендића.